# Hanako de Hitachi
Hanako, princesa Hitachi (正仁親王妃華子 Masahito Shinnōhi Hanako) nacida como Hanako Tsugaru (津軽華子 Tsugaru Hanako) el 19 de julio de 1940, es una miembro de la familia imperial japonesa como esposa de Masahito, el príncipe Hitachi, quien es el hijo menor del emperador Shōwa y tío del actual, Naruhito.

## Primeros años y educación
Nació en el seno de la familia de Tsugaru en Tokio, es la cuarta hija del conde Yoshitaka Tsugaru, el último representante del clan Tsugaru e hijo adoptivo del daimyō del Dominio Tsugaru (actual Hirosaki, Aomori). Yoshitaka Tsugaru era originario de la rama Owari del Clan Tokugawa. También fue miembro de la aristocracia creada por la Restauración Meiji (kazoku).
Su madre, Hisako Mōri, era un descendiente del Clan Mōri y también del antiguo daimyō de Chōshū Domain en la antigua provincia de Nagato (actual Yamaguchi).
Hanako Tsugaru asistió a la prestigiosa Escuela Gakushūin para su educación primaria, secundaria y preparatoria, una escuela fundada para educar a los niños de la familia imperial y la aristocracia imperial (kuge). Se graduó en el Colegio Junior de Mujeres Gakushūin en 1961.

## Matrimonio
Hanako conoció a su futuro esposo, el príncipe Masahito, durante sus estudios en Gakushuin. El Consejo de la Casa Imperial anunció el compromiso del príncipe Masahito y Hanako Tsugaru el 28 de febrero de 1964, la ceremonia de compromiso se llevó a cabo el 14 de abril. La ceremonia de la boda tuvo lugar el 30 de septiembre de ese año. Al casarse, el príncipe Masahito recibió el título de príncipe Hitachi (Hitachi-no-miya - estrictamente "príncipe Hitachi") y la autorización del Consejo de Economía de la Casa Imperial para formar una nueva rama de la Familia Imperial. Según lo dicta la tradición, tras su entrada en la familia imperial y como otros miembros, recibió un emblema personal (o-shirushi (お 印)):  rhododendron (Tsutsuji (ツ ツ ジ)). El matrimonio no tuvo hijos
Desde diciembre de 1976, el príncipe y la princesa Hitachi tienen su residencia oficial en un palacio junto a Komazawadori, en Higashi, en el distrito de Shibuya, en Tokio.

## Apariciones públicas
La princesa Hitachi, al igual que su esposo, fue elegida el 5 de septiembre de 2007 por los otros miembros de la familia imperial como uno de sus principales representantes (hay dos en total) en el Consejo de la Casa Imperial. Tanto los miembros como los de la reserva, incluida la princesa Hitachi, fueron reelegidos el 7 de septiembre de 2011. En 2017, la princesa fue diagnosticada con espondilosis lumbar y fue hospitalizada en septiembre para tratamientos adicionales. Hizo su primera aparición pública en abril de 2018. Fue su primer compromiso público en 11 meses.

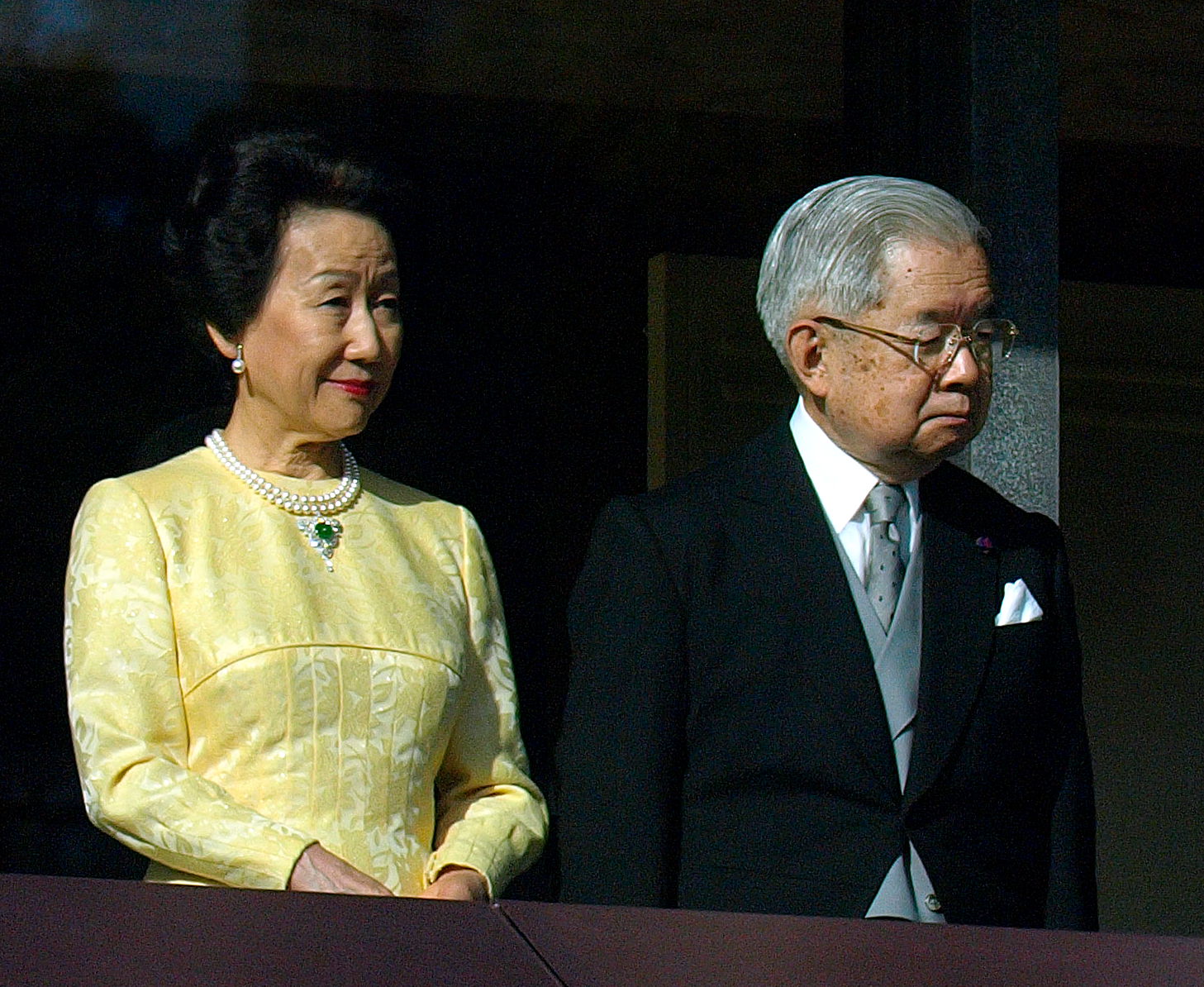
La princesa Hanako y el príncipe Masahito en el saludo de Año Nuevo del 2011 en la Sala de Recepciones de Chōwaden del Palacio Imperial de Tokio.

La princesa Hitachi es presidenta de varias organizaciones que se preocupan por el bienestar y las artes. También ha traducido varios libros para niños del inglés al japonés.

### Traducción
La princesa Hitachi ha traducido varios libros infantiles del inglés al japonés.
- The Eighty-Ninth Kitten por Eleanor Nilsson (publicado en 1987)
- The Most Obedient Dog in the World, por Anita Jeram (publicado en 1996)
- It was Jake, por Anita Jeram (publicado en 1997)
- A Guide Dog Puppy Grows Up, porCaroline Arnold (publicado en 2001)

## Títulos y tratamientos
Esta tabla aún no está actualizada. Puedes contribuir aportando información sobre títulos y tratamientos de esta persona.
Hanako tiene el tratamiento y título de Su Alteza Imperial la princesa Hitachi. Antes de su matrimonio el 30 de septiembre de 1964, era tratada como "Lady Hanako Tsugaru".

## Honores

### Honores nacionales
- Gran Cordón de la Orden de la Preciosa Corona.
- Dama de la Decoración de la Cruz Roja.[5]
- Destinatario de la Medalla de la Cruz Roja.

### Honores extranjeros
- : Miembro de la Orden de Ojaswi Rajanya (19 de abril de 1960).[6]

### Cargos honorarios
- Miembro del Consejo de la Casa Imperial.
- Presidenta honoraria de la Asociación de Arte Ikebana de Japón
- Presidenta Honoraria de la Sociedad de Bienestar Animal de Japón
- Presidente Honorario de la Federación Ecuestre de Japón
- Presidenta Honoraria de la Asociación Nipona Latinoamericana de Damas
- Vicepresidente honorario de la Sociedad de la Cruz Roja Japonesa
[7]

## Ancestros
A ambos lados de su familia, la princesa Hitachi desciende de la antigua aristocracia feudal. Ella es una prima segunda que una vez fue destituida del difunto Kikuko, la princesa Takamatsu que era, al igual que los padres de la princesa Hitachi, descendiente del clan Tokugawa de Mito. También es prima segunda de Takamasa Ikeda, exjefe del clan Ikeda y esposo de su cuñada (y prima quinta), Atsuko Ikeda. La difunta Setsuko, la princesa Chichibu, también era descendiente de la línea Mito-Tokugawa, y fue su cuarta prima eliminada.
El príncipe y la princesa Hitachi también son primos varias veces, pero son más directamente los quintos primos a través de su descendencia del clan Ōgimachisanjō; su antepasado común más reciente es su bisabuelo cuatro veces Ōgimachisanjō Kinnori (1774–1800), un cortesano mayor. Como resultado, la princesa Hitachi también es prima quinta del actual Emperador y sus hermanos, y tanto prima cuarta (una vez eliminado) como una prima quinta de Yuriko, la princesa Mikasa.